# Metro w Harbinie
Metro w Harbinie – system metra w Harbinie, stolicy prowincji Heilongjiang, w północno-wschodnich Chinach. System rozpoczął funkcjonowanie 26 września 2013 wraz z otwarciem linii 1.

## Historia
Metro w Harbinie zostało zatwierdzone przez Radę Państwową w 2005 roku. Początkowa wartość inwestycji została oceniona na 643 miliony USD. Projekt był kierowany przez dyrekcję Budowy Metra Miejskiego Rządu Ludowego w Harbinie W 2006 roku odbyła się oficjalna „Ceremonia inicjacji projektu trialnego budowy metra w Harbinie”, oznaczająca faktyczne potwierdzenie realizacji projektu.
Budowa linii 1 rozpoczęła się  29 września 2009 r., a następnie została zatrzymana i następnie wznowiona w marcu 2010 r.  W marcu 2011 roku podpisano kontrakt na pociągi pierwszej linii z firmą Changchun Railway Vehicles co. sp. z o.o.. Docelowy termin otwarcia pierwszej linii z 17,47 km oraz 18 stacjami wyznaczono na koniec 2012 roku. Jednak linia 1 ostatecznie została otwarta dopiero 26 września 2013 r. 26 stycznia 2017 r. oddano do eksploatacji pierwszy odcinek linii 3.

## Trasa

### Linia 1

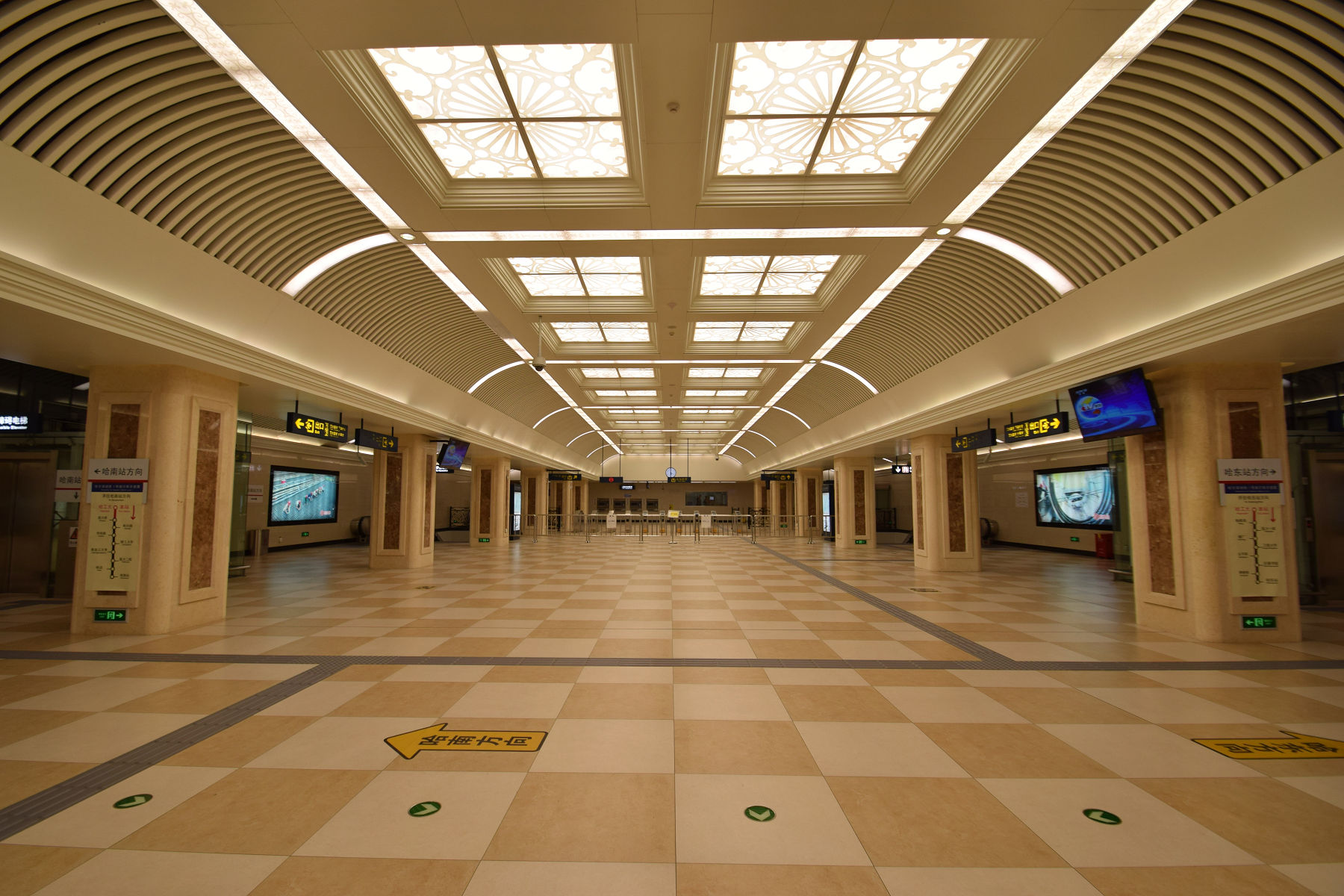
Stacja Harbin Institute of Technology na linii 1

Linia 1 przebiega wzdłuż osi wschód-zachód.

### Linia 3
Docelowo będzie to linia obwodowa wokół obszaru miejskiego miasta.

## Godziny kursowania
W okresie zimowym metro zaczyna kursować o 6:00, a kończy o 21:00.

## Przyszłość
Za linią 1 (czerwoną) zostanie otwarta jeszcze linia 2 (oficjalny kolor to zielony, pokazana jest na powyższej mapie jako fioletowa) ze wschodu na północny zachód z 17 stacjami.